# Coprothermobacterales
Ordre
Les Coprothermobacterales sont un ordre monotypique de bacilles Gram négatifs de la classe des Coprothermobacteria. Son nom provient de Coprothermobacter qui est le genre type de cet ordre.
Selon la LPSN (23 avril 2025) cet ordre ne contient qu'une seule famille, les Coprothermobacteraceae Pavan et al. 2018.

## Taxonomie
Cet ordre est proposé en 2018 par M.E. Pavan et al. Il est validé la même année par une publication dans l'IJSEM.